# Działki (Brzezie)
Działki – część wsi Brzezie w Polsce, położona w województwie świętokrzyskim, w powiecie starachowickim, w gminie Pawłów.
W latach 1975–1998 Działki administracyjnie należały do województwa kieleckiego.